# Vol Cubana de Aviación 0972
L'accident du vol Cubana de Aviación 0972 concerne un vol intérieur régulier opéré par la compagnie aérienne charter mexicaine Global Air (en), pour le compte de la compagnie nationale cubaine, Cubana de Aviación, qui s'est écrasé le 18 mai 2018 près de Santiago de las Vegas, peu de temps après son décollage de l'aéroport international José-Martí, à 19 km du centre-ville de La Havane.
Le Boeing 737 assurant le vol transportait 107 passagers et 6 membres d'équipage à son bord. Le crash a fait 112 morts et une blessée grave ; il y avait initialement quatre survivants, mais trois d'entre eux sont décédés plus tard à l'hôpital. C'est la catastrophe aérienne la plus meurtrière survenue dans le pays, depuis le crash du vol Cubana de Aviación 9646 en 1989.
L'enquête sur l'accident du vol 0972 a été menée par les enquêteurs cubains, avec l'aide des États-Unis. Bien que la Federal Aviation Administration (FAA) n'ait aucune juridiction officielle à Cuba, son aide a été bien accueillie par les responsables cubains, en raison du manque général d'expérience des enquêteurs locaux avec les avions de fabrication américaine. Une aide supplémentaire a également été fournie par le Mexique, où l'avion était immatriculé, et également où étaient basés l'équipage et la compagnie aérienne qui possédaient et exploitaient l'avion. 
L'enquête multinationale a finalement déterminé en septembre 2019 que le centre de gravité de l'avion était hors limite en raison d'une mauvaise estimation de la masse de l'appareil avant le décollage, entrainant un décrochage et une perte de contrôle pendant la montée, et les pilotes n'ont pas réussi à tenter de remédier aux problèmes liés au déséquilibre de charge/poids de l'avion.

## Contexte

### Avion

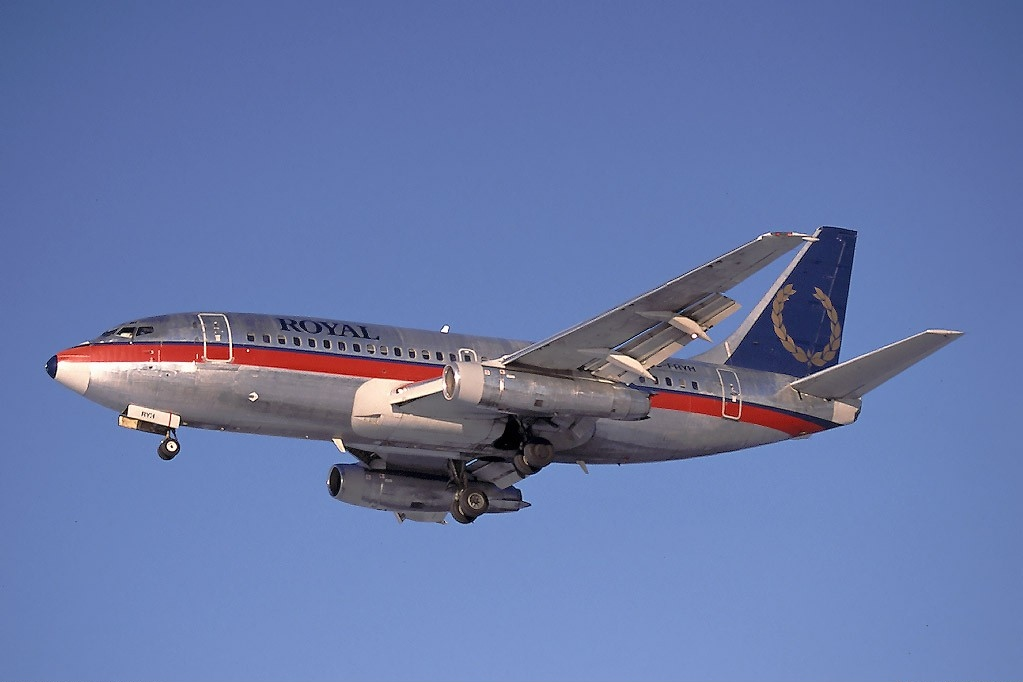
L'appareil impliqué dans l'accident, alors qu'il opérait pour Royal Airlines (C-FRYH), photographié en février 2001.

Au début de l'année 2018, Cubana de Aviación est contrainte d'immobiliser sa flotte d'Antonov An-158 par manque de pièces de rechange et doit donc louer des avions à d'autres compagnies pour pouvoir assurer tous ses vols.
Celui qui assure le vol 0972 est un Boeing 737-201 Adv immatriculé XA-UHZ (numéro de série 21816/592), qui est exploité par la compagnie charter mexicaine Global Air (en) également connue sous le nom de Aerolíneas Damojh, S.A. de C.V., sur un vol intérieur régulier entre La Havane et Holguín. 
Ce biréacteur court/moyen-courrier a été fabriqué en juillet 1979, et après avoir appartenu à plusieurs compagnies aériennes différentes, il a été acquis en juillet 2011 par Global Air, qui a commencé à exploiter l'avion pour le compte de Cubana de Aviación en 2018. Au moment de l'accident, il totalise 69 596 heures de vol et 70 651 cycles (décollage/atterrissage).
Un communiqué de Global Air indique que ses avions avaient passé avec succès une inspection du gouvernement mexicain en novembre 2017 et qu'elle était à jour de ses permis d'exploitation et de location de ses avions.

### Passagers et équipage
L'équipage de nationalité mexicaine était composé de deux pilotes et de quatre agents de bord, et il y avait 107 passagers à bord, en majorité des ressortissants cubains. Le Secrétariat à l'Infrastructure, aux Communications et aux Transports du Mexique a publié une déclaration identifiant chacun des membres de l'équipage.
Le commandant de bord était Jorge Nuñez Santos (53 ans), qui totalisait 16 655 heures de vol à son actif. Le copilote était Miguel Arreola Ramírez (40 ans), qui totalisait 2 314 heures de vol.

## Accident
Le vol 0972 s'est écrasé à proximité de l'aéroport à 12 h 08, peu après son décollage. Plusieurs témoins oculaires ont déclaré que l'avion avait fait un virage inhabituel après avoir quitté la piste de décollage ; un témoin au sol a également déclaré avoir vu l'un des moteurs de l'avion en feu. Le 737 s'est écrasé sur une voie ferrée, située dans une zone inhabitée près de Santiago de las Vegas, et un incendie s'est déclaré à partir des débris de l'épave. Malgré la violence de l'impact, personne au sol n'a été blessé. Les premiers intervenants, dont des pompiers et des équipes médicales d'urgence, se sont précipités sur les lieux pour participer aux efforts de secours.
Des images de caméras de sécurité de l'accident ont été diffusées le 25 mai, montrant les derniers instants de l'avion avant l'accident, depuis un endroit à proximité du lieu de l'accident.
Sur les 113 personnes à bord à l'origine, les secours sortent 4 survivants des débris (3 femmes dans un état critique et un homme qui décédera rapidement à l'hôpital),.

## Bilan
L'accident fait dans l'immédiat 110 morts : 99 Cubains, trois touristes (un Mexicain et un couple argentin), un Espagnol, un Sahraoui et les 6 membres d'équipage,.
Le 21 mai 2018, une des trois personnes encore vivantes immédiatement après le crash, une Cubaine de 23 ans, décède des suites de ses blessures. Le 25 mai 2018, Emiley Sánchez de la O, une des deux dernières survivantes, meurt à son tour,.
| Nationalité | Passagers | Équipage |
| ----------- | --------- | -------- |
| Cuba        | 102       | 0        |
| Mexique     | 1         | 6        |
| Argentine   | 2         | 0        |
| Espagne     | 1         | 0        |
| Maroc       | 1         | 0        |
| Total       | 107       | 6        |

Une ressortissante cubaine de 19 ans est la seule survivante du crash. Elle a souffert de graves brûlures, d'une perte de mémoire, d'une blessure à la colonne vertébrale qui l'a laissée paraplégique, d'une amputation de la jambe gauche, entre autres blessures et complications qui ont nécessité une hospitalisation prolongée. Elle est sortie de l'hôpital pour la première fois en mars 2019.

## Enquête
Le président cubain, Miguel Díaz-Canel, ordonne immédiatement l'ouverture d'une enquête pour déterminer la cause de l'accident. Le Conseil national de la sécurité des transports (NTSB) et la Federal Aviation Administration (FAA) ont offert leur aide dans l'enquête, sur demande du gouvernement cubain, à laquelle se joint également la Direction Générale de l’Aéronautique Civile (en) mexicaine (DGAC), qui envoie une équipe de spécialistes sur place. Le fabricant de l'appareil, Boeing, met à disposition des autorités cubaines une équipe technique. 
Le 19 mai 2018, une des deux boîtes noires, l'enregistreur de paramètres de vol (Flight Data Recorder , FDR) a été retrouvée en bon état sur le lieu de l'accident. Le 24 mai 2018, la deuxième boîte noire, l'enregistreur phonique (Cockpit Voice Recorder, CVR) a été localisée. Les deux enregistreurs ont ensuite été envoyés au bureau du NTSB pour l'analyse des données du vol.
Le 19 mai, le gouvernement mexicain a annoncé que la DGAC allait procéder à un audit opérationnel de Global Air, concernant le respect des normes de sécurité internationales, et par la suite, le 21 mai 2018, les opérations de Global Air ont été suspendues « temporairement » par les autorités mexicaines. 
Dans les jours qui ont suivi l'accident, d'anciens pilotes et employés de Cubana de Aviación ont formulé des allégations concernant la navigabilité, la maintenance et la sécurité des opérations aériennes de Global Air. Plusieurs autres incidents impliquant l'Autorité de l'aviation civile du Guyana (en) (GCAA) et la Direction générale de l'aviation civile chilienne (en) ont été signalés : en 2017, par exemple, le 737 impliqué dans l'accident du vol 972 avait été interdit de vol dans l'espace aérien guyanais en raison de la surcharge de l'avion par son équipage, en raison du grand nombre de bagages en soute, et de leur répartition incorrecte dans la soute.
Ovidio Martínez López, pilote chez Cubana de Aviación pendant plus de 40 ans jusqu'à sa retraite en 2012, a écrit dans un message sur Facebook qu'un autre avion, loué à la compagnie mexicaine par Cubana, a brièvement disparu des radars alors qu'il survolait la ville de Santa Clara en 2010, déclenchant une réponse immédiate des responsables cubains de la sécurité aérienne. En conséquence, les autorités cubaines ont suspendu le commandant de bord et le copilote pour « sérieux problèmes en matière de connaissances techniques », et les autorités cubaines ont recommandé formellement que Cubana cesse de louer des avions et des équipages à Global Air.
Le 17 juillet, le propriétaire de l'avion, Global Air, a publié une déclaration selon laquelle, à la suite de l'étude des enregistreurs de vol par des experts internationaux, la cause probable de l'accident a été déterminée comme étant une erreur de pilotage, expliquant que les pilotes ont effectué la montée avec une vitesse et un angle d'attaque trop élevé, ce qui a entraîné le décrochage de l'avion. La DGAC a déclaré qu'elle ne lèverait pas la suspension des opérations de Global Air, que la compagnie aérienne cherchait à faire lever rapidement, et que son homologue cubain, l'Instituto de Aeronáutica Civil de Cuba (en) (IACC), qui dirigeait l'enquête, n'avait encore rendu aucune conclusion. Le syndicat des pilotes de ligne mexicains (Asociación Sindical de Pilotos Aviadores ; ASPA), a déclaré que Global Air était "irresponsable" en publiant sa propre déclaration avant la conclusion de l'enquête et qu'elle n'avait pas pris en compte les différents facteurs, tels que la répartition du poids dans l'avion ou d'éventuelles pannes des équipements de bord. Le porte-parole de l'ASPA, Mauricio Aguilera, a déclaré au média national Milenio : "Ils cherchent simplement à défendre leurs intérêts".
Le 16 mai 2019, l'IACC a publié un communiqué selon lequel les causes les plus probables de l'accident sont les actions inappropriées de l'équipage et des erreurs dans le calcul de la masse et du centrage, qui ont conduit à la perte de contrôle et la chute de l'avion lors de la phase de décollage. Ils soulignent également que le nombre de passagers à l'avant de la cabine était de 62, alors qu'il ne pouvait y en avoir que 54, et que le poids total des bagages embarqués dans la soute était incorrect. Les calculs montrent également que la masse de carburant au décollage dépassait d'environ 5 000 livres (2 300 kg) la limite autorisée pour ce vol.
Le plan de vol présenté à l'équipage avant le décollage évalue la masse totale de l'avion, avec les bagages et le carburant embarqué, à environ 99 900 livres (45 300 kg), mais les nouveaux calculs effectués par les enquêteurs après le crash ont donnés un chiffre d'un peu plus de 104 000 livres (47 000 kg), tandis que la masse de l'avion sans carburant était erronée, car la masse des bagages en soute était inférieure à celle prévue.

### Rapport final
L'IACC a publié son rapport final sur l'accident le 12 septembre 2019. Il a déterminé que la cause la plus probable de l'accident du vol 0972 est la perte de contrôle de l'avion, en raison d'une montée verticale trop abrupte immédiatement après le décollage, couplé à une surcharge de l'appareil et un centre de gravité trop en arrière, qui ont fait en sorte que le 737 est resté dans une position à cabrer vers le haut, conduisant à une rapide perte de portance au niveau des ailes de l'appareil et à un décrochage aérodynamique de l'avion, à une altitude trop basse pour que les pilotes puissent en reprendre le contrôle à temps. 
Le rapport indique également que les facteurs humains qui y ont contribué sont principalement dus à des incohérences au niveau de la formation de l'équipage, à des erreurs dans les calculs de masse et de centrage et aux normes opérationnelles insuffisantes de Global Air, révélées pendant l'enquête.

## Conséquences
Le président cubain, le ministre de la Santé Roberto Morales Ojeda (en) et d'autres représentants des autorités locales sont arrivés sur les lieux pour observer et surveiller les efforts des équipes de sauvetage. La famille et les proches des personnes présentes à bord se sont également rassemblés sur le site du crash et ont ensuite été emmenés à l'aéroport.
Le pays a déclaré une période de deuil officielle entre 6 heures du matin le 19 mai et minuit le 20 mai, les drapeaux étant mis en berne devant les installations gouvernementales et militaires.
Des proches ont été appelés à La Havane pour identifier les corps des victimes, tandis que la Police nationale révolutionnaire (en) les escortait pour dégager la zone. 